# Crediop
Il Crediop (abbreviazione di Consorzio di Credito per le Opere Pubbliche) è stato un istituto di credito nato nel 1919, specializzato nella concessione di mutui e prestiti a lungo termine per la realizzazione di grandi infrastrutture

## Storia
Fautore della sua istituzione fu Alberto Beneduce, economista vicino al Presidente del Consiglio Francesco Saverio Nitti. Beneduce vedeva nella specializzazione nella concessione del credito un modo per evitare gravi crisi bancarie; il Crediop e l'ICIPU furono soprannominati “istituti Beneduce”, per il ruolo avuto dall'economista nella loro creazione e gestione.
Il capitale era sottoscritto dalla Cassa Depositi e Prestiti, dall'INA e dalla Cassa di Previdenza. L'istituto si finanziava soprattutto mediante l'emissione di obbligazioni garantite dallo Stato.
I fondi raccolti venivano utilizzati per erogare finanziamenti a lungo termine, prevalentemente destinati agli enti locali. Un altro beneficiario dei finanziamenti del Crediop fu l'Opera Nazionale Combattenti, incaricata della bonifica integrale dell'Agro Pontino e diretta dallo stesso Beneduce.
Attraverso questa struttura si mirava a sganciare la realizzazione pluriennale delle opere dai vincoli posti dalla cadenza annuale del bilancio pubblico. D'altra parte il Crediop operava in un ambito in cui i privati non erano in grado di trovare soluzioni.
Nel dopoguerra le maggiori partecipazioni nell'ente erano quelle della Cassa Depositi e Prestiti, dell'INA, dell'INPS e dell'Italcasse.
Negli anni 1990, con la riforma del sistema bancario italiano, il Crediop fu trasformato in società per azioni, e nel suo capitale entrarono altre banche, tra cui l'Istituto bancario San Paolo di Torino che acquisì completamente il Crediop nel 1994.
Nel 1999 la banca franco-belga Dexia acquisì l'istituto cambiando nome in Dexia Crediop S.p.A..
Dexia mantenne il controllo dell'istituto con un pacchetto del 70% del capitale, le restanti quote erano detenute da Banca Popolare dell'Emilia Romagna (10%), Banca Popolare di Milano (10%) e Banco Popolare (10%).

### La crisi della Dexia
Con la crisi finanziaria del 2008, la Dexia entrò in una grave crisi, dibattendosi per alcuni anni in cerca di soluzioni.
Il 28 dicembre 2012 la Commissione Europea approvò il piano di risoluzione ordinata del Gruppo Dexia presentato dagli Stati belga, francese e lussemburghese. Tale piano prevedeva essenzialmente oltre alle dismissioni già realizzate e alla vendita delle entità considerate vendibili in tempi brevi, la gestione in ammortamento senza nuove attività di tutte le entità del gruppo ad eccezione di Dexia Crédit Local e di Dexia Crediop, soggette a una specifica disciplina.
In particolare, per quanto concerneva Dexia Crediop, fu prevista la possibilità di generare nuovi attivi per un importo limitato a euro 200 milioni destinati solo alla clientela esistente per un periodo di un anno, nel corso del quale Dexia Crediop doveva essere oggetto di cessione.
Nonostante una proroga di questo termine, non furono trovati compratori per Dexia Crediop e il 15 luglio 2014 la Commissione Europea confermò la gestione in ammortamento senza nuova produzione di Dexia Crediop. Dexia Crediop fu quindi posta in liquidazione.
Nel 2023 Dexia Crediop è stata assorbita da Dexia Crédit Local e la società risultante ha ripreso il nome di Dexia, rimanendo in liquidazione.